# Thermaalbad

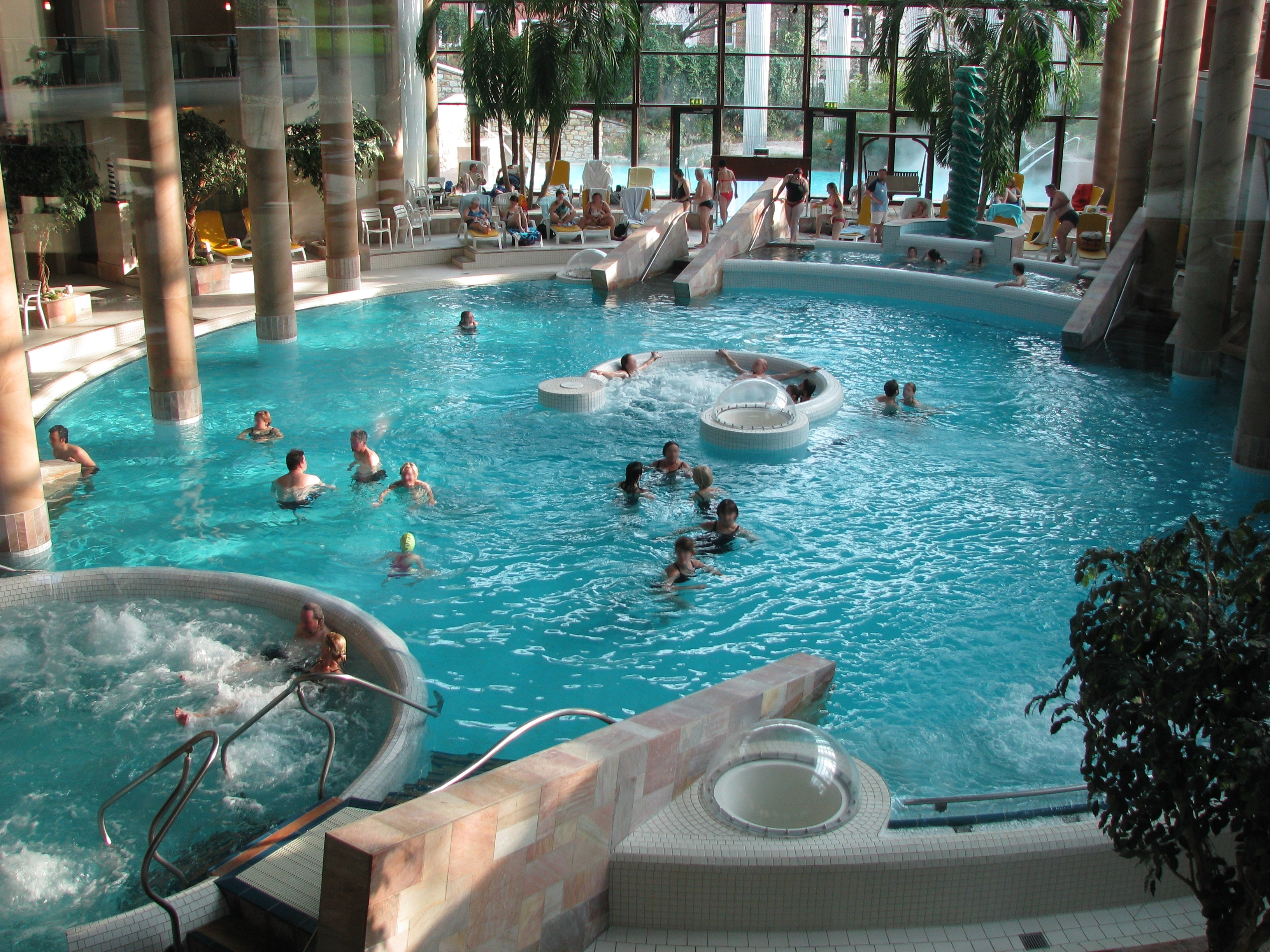
Modern thermaalbad in Aken: Carolusthermen

Een thermaalbad is een badgelegenheid met natuurlijk mineraalwater en een minimale watertemperatuur van 20 graden Celsius, afkomstig van een warmwaterbron.
In Nederland zijn anno 2025 vijf thermaalbaden, waarvan het in 1989 geopende  Thermae 2000 in Valkenburg de oudste is. Het water van dit kuuroord is afkomstig van drie bronnen. De eerste bron, op 80 meter diepte, zorgt voor drinkbaar mineraalwater. De andere twee bronnen, op een diepte van 381 meter, leveren water van circa 24,6 °C, dat nog wordt bijgewarmd voor de binnen- en buitenbaden.
De thermaalbaden van het Belgische Spa waren al in de 16e eeuw bekend en die van het nabije Aken dateren aantoonbaar uit de Romeinse tijd. Het badtoerisme in beide plaatsen – en vele andere kuuroorden in Duitsland en elders – beleefde in de 18e en 19e eeuw een hoogtepunt.